# Свиштов

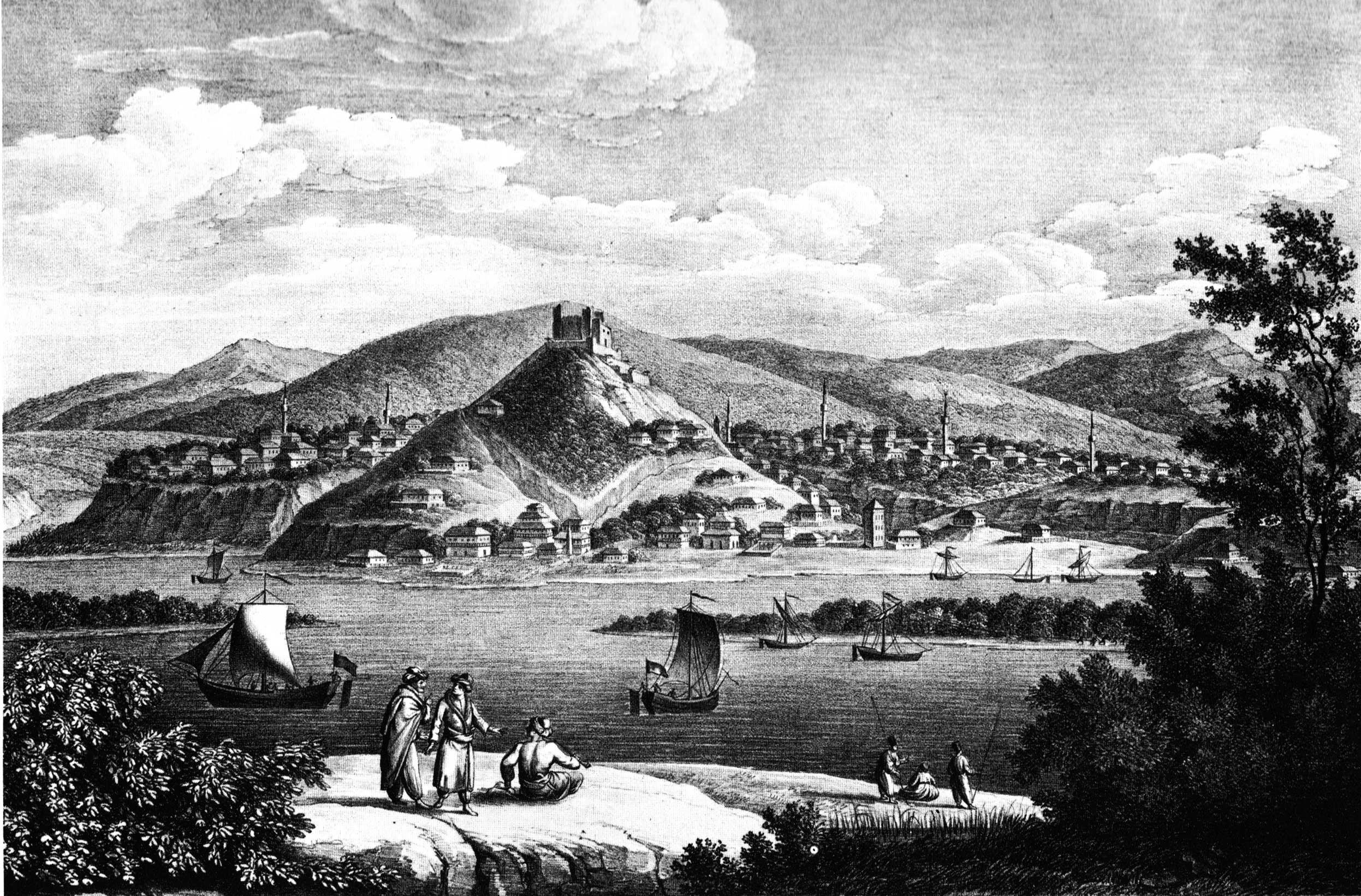
Гравюра Систово, 1824 год.

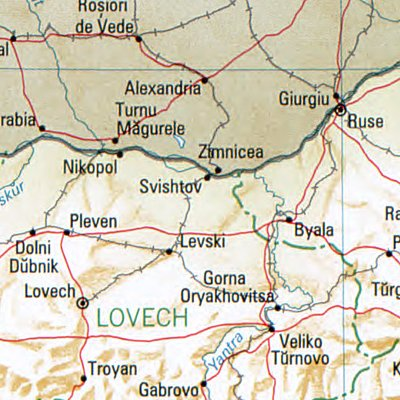
Свиштов, на фрагменте карты.

Свишто́в (болг. Свищов, ранее также известный как Систово) — город и порт в Болгарии, административный центр общины Свиштов. Находится в Великотырновской области.

## История
В декабре 1790 года Систово стало местом австрийско-турецких переговоров, в результате которых 4 августа 1791 года здесь был подписан мирный договор, завершивший австро-турецкую войну 1787—1791 гг..
В ходе русско-турецкой войны 1806—1812 гг. в сентябре 1810 года город стал местом боевых действий между русскими и турецкими войсками и был сильно разрушен в результате турецких артиллерийских обстрелов и пожаров, в результате многие жители покинули город, значение которого временно уменьшилось.
В ходе русско-турецкой войны 1877—1878 годов именно здесь 15 июня 1877 года русская армия форсировала Дунай.
В 1893 году город был известен как центр торговли, виноделия, хлопчатобумажного и кожевенного производства.
В 1973 году в Свиштове был введён в строй химический комбинат «Свилоза» (проектной мощностью 50 тыс. тонн искусственного штапельного волокна и вискозного шёлка в год), ставший крупнейшим предприятием города.
По состоянию на 1975 год, основой экономики города являлись химическая и пищевая (консервная, мясная и винодельческая) промышленность.
4 марта 1977 года во время Карпатского землетрясения в городе обрушились три многоэтажных дома, в результате чего погибло 100 человек.

## Политическая ситуация
С 1999 по 2015 гг. кметом (мэром) общины Свиштов был Станислав Петров Благов (коалиция в составе 4 партий: Болгарский земледельческий народный союз (БЗНС), Союз свободной демократии (ССД), Союз демократических сил (СДС), либеральная инициатива «За демократическое европейское развитие» (ЛИДЕР)) по результатам выборов в правление общины.
В 2015 году на эту должность был избран Генчо Божинов Генчев.

## Население
| Год  | Население |
| ---- | --------- |
| 1972 | 25 тыс.   |
| 1985 | 30 574    |
| 1992 | 30 404    |
| 2000 | 29 766    |
| 2005 | 33 197    |
| 2010 | 35 923    |

## Образование

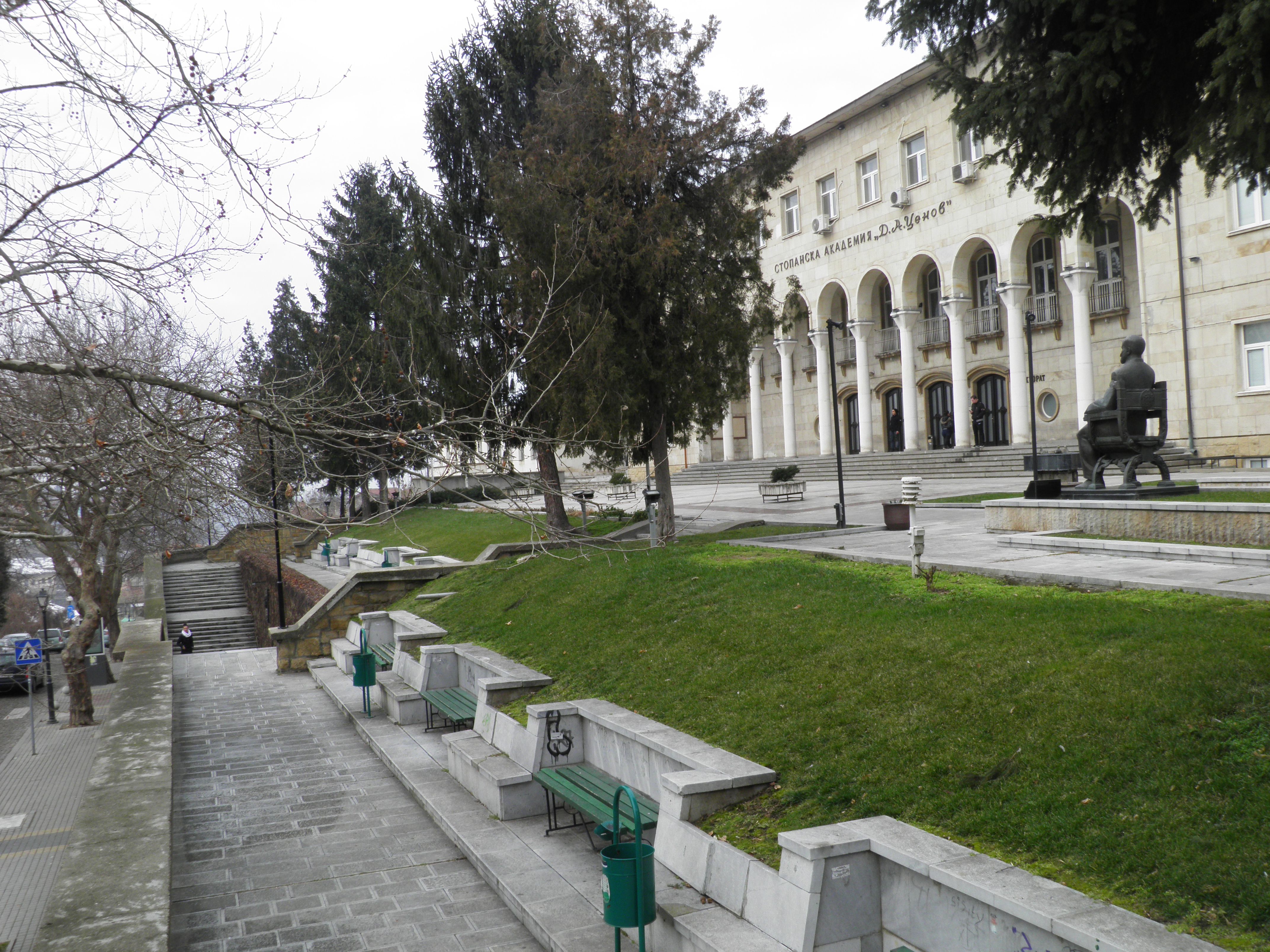
Хозяйственная академия им. Д. А. Ценова

Здесь находится один из самых старых ВУЗов в стране — Хозяйственная академия им. Д. А. Ценова, основанная в 1936 году.

## Галерея

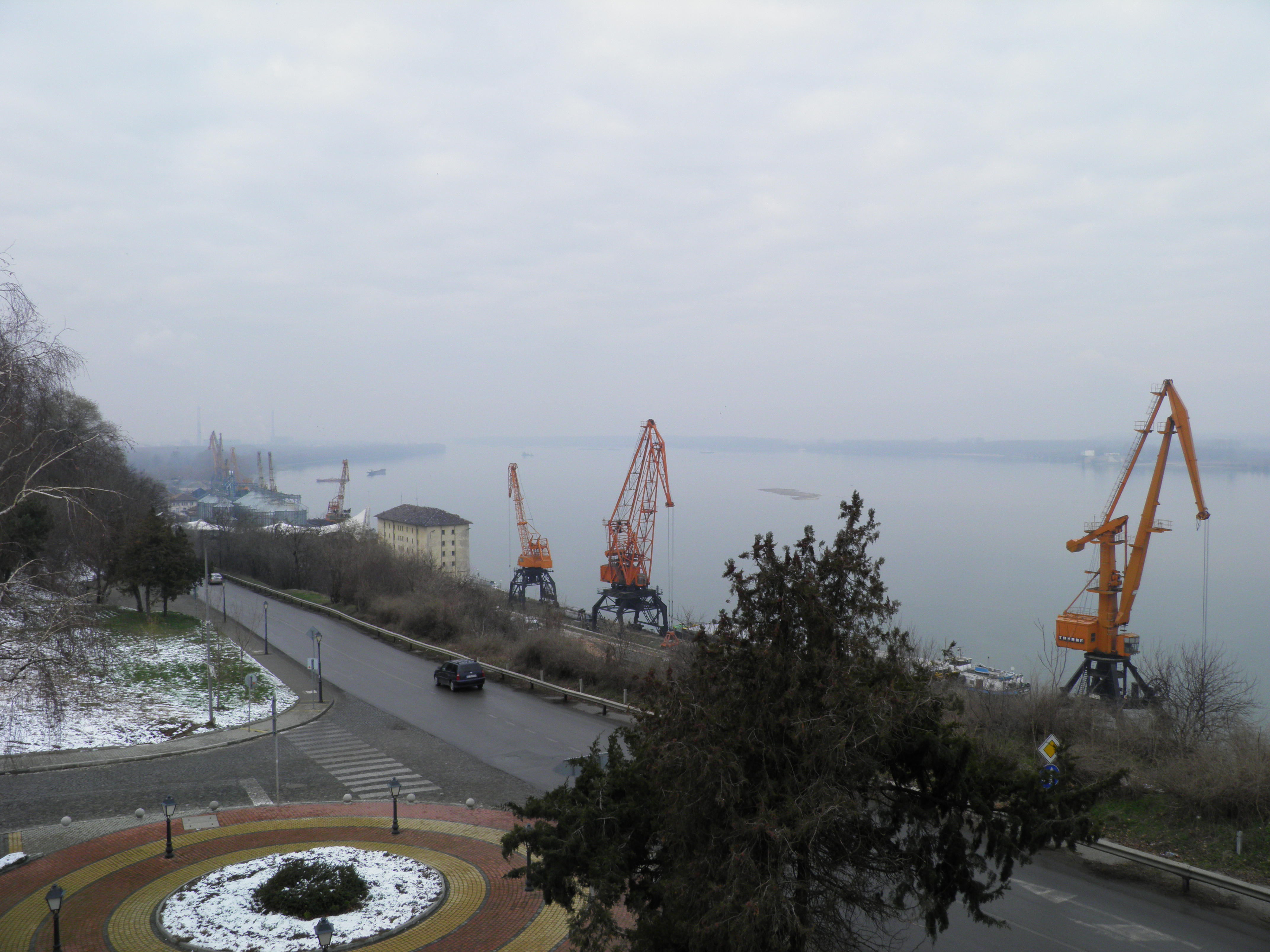
Порт Свиштов
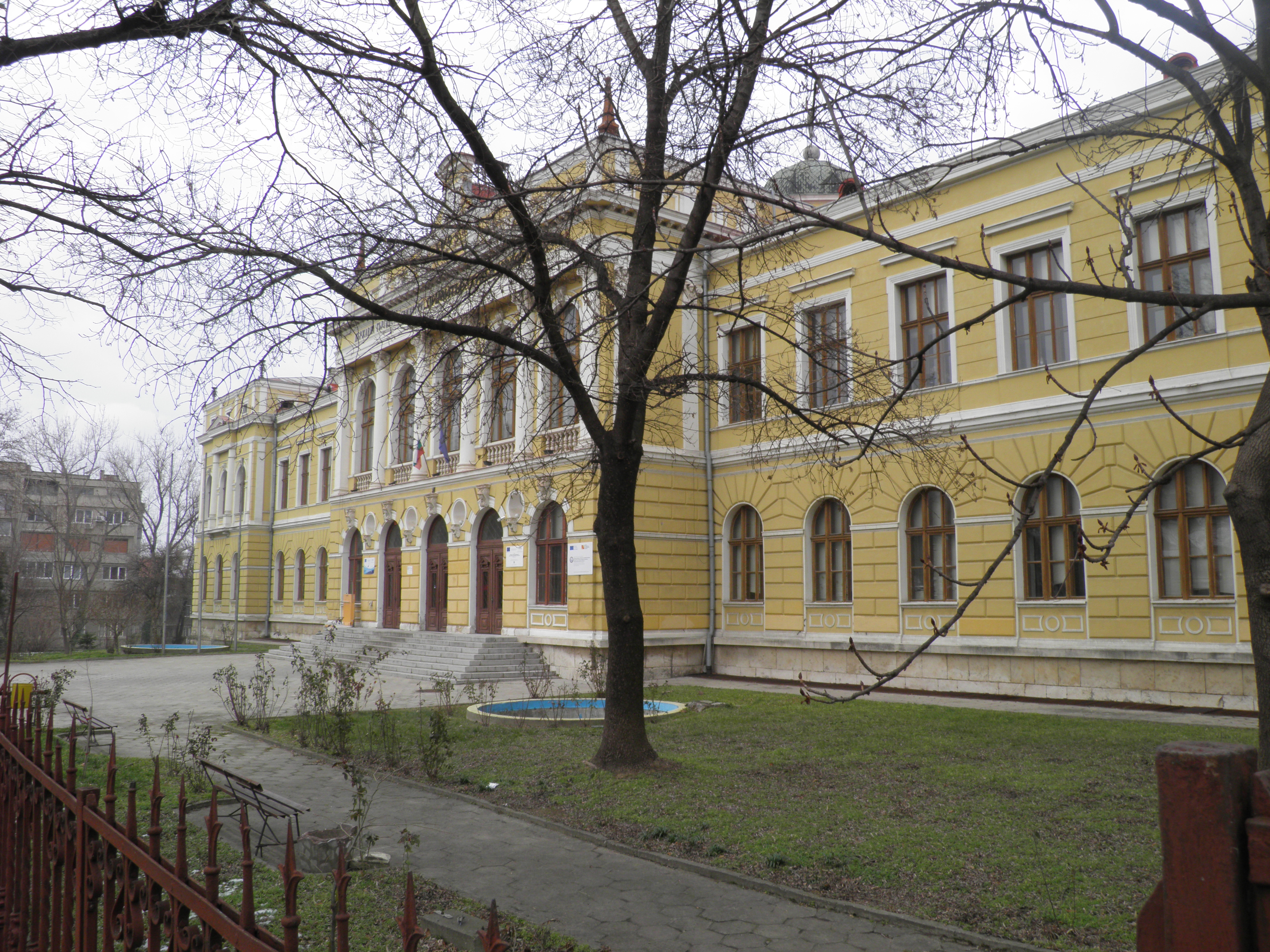
Здание коммерческого училища «Димитар Хадживасилев»
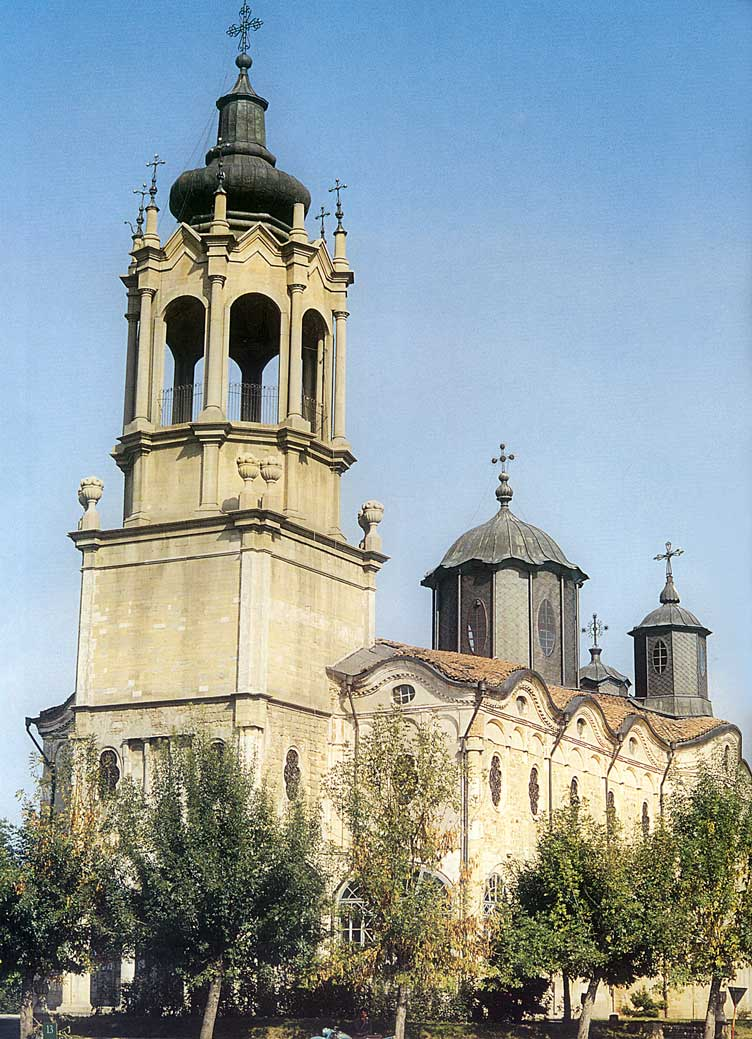
Православная церковь Святой Троицы
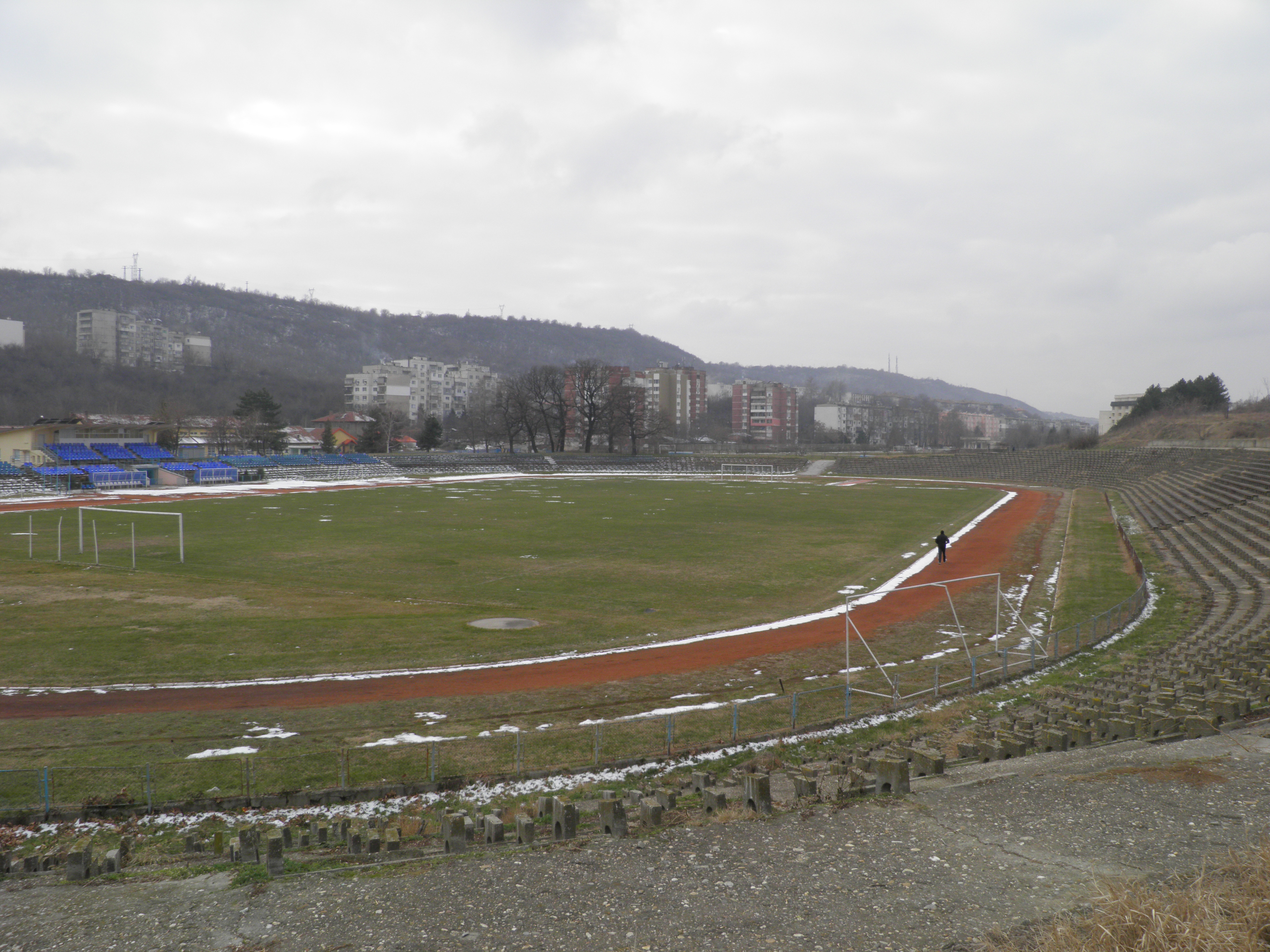
Стадион «Академик»
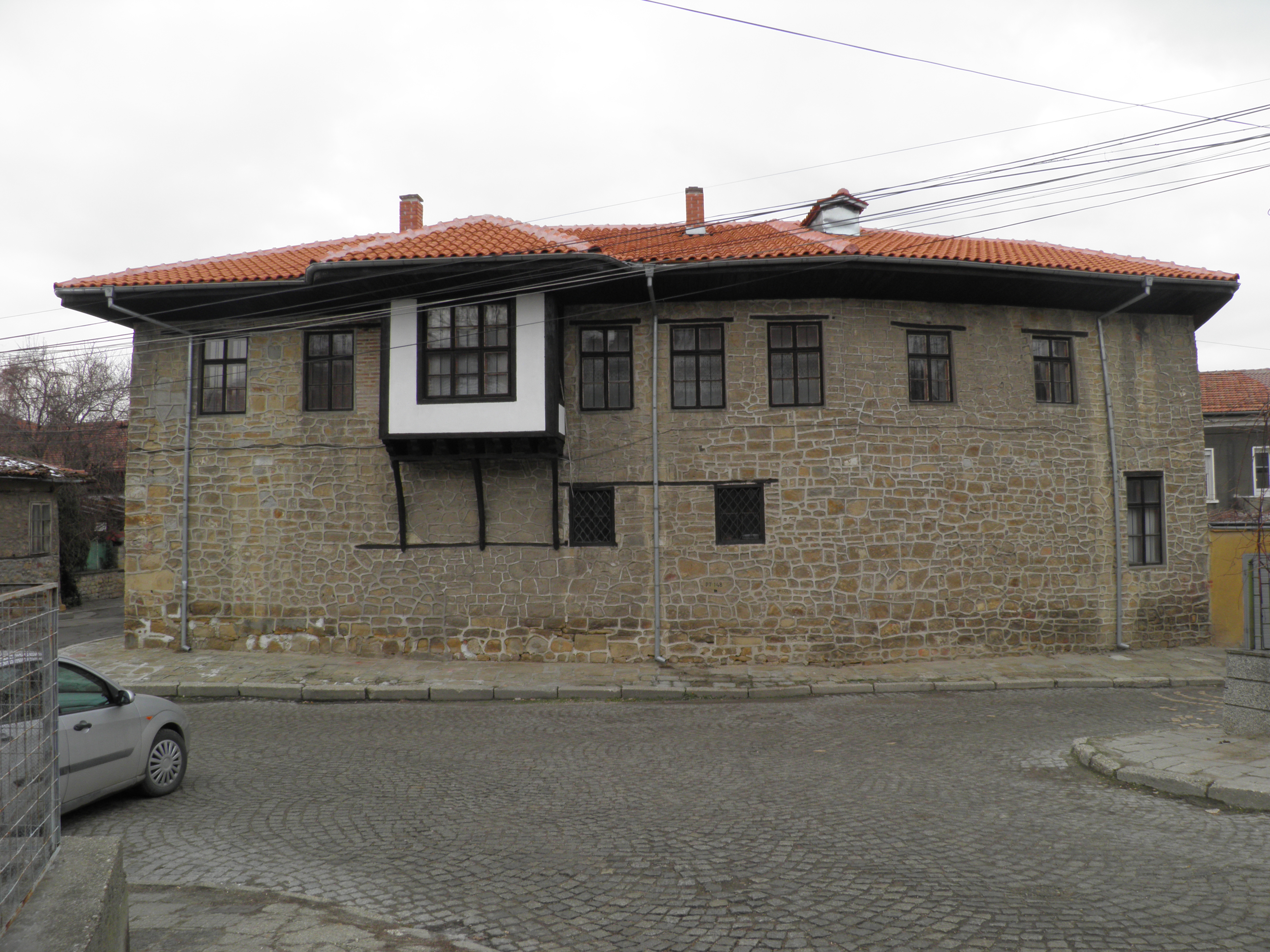
Этнографический музей города Свиштов

## Достопримечательности
- Соборная церковь Святой Троицы

## Известные уроженцы
- С. Н. Ванков (1858—1937) — генерал-майор Русской армии, учёный и общественный деятель Российской империи и СССР.
- Э. С. Джаков (1908—1978) — физик.
- Икономов, Теодосий (1836—1871) — болгарский драматург, писатель, публицист, педагог.
- Константинов, Алеко  (1863-1897) — болгарский писатель и поэт, журналист, общественный деятель, юрист.
- Копчев, Борис (1906–1989) – болгарский военно-политический деятель, революционер, генерал-лейтенант. Герой Социалистического Труда (НРБ)